# Ilima
Ilima ist ein Verwaltungsbezirk (Ward) des Distrikts Rungwe in der tansanischen Region Mbeya.

## Geografie
Ilima ist ein Bezirk im Südwesten von Tansania etwa zehn Kilometer südlich der Distrikthauptstadt Tukuyu. Das Land liegt rund 770 Meter über dem Meeresspiegel und es regnet jährlich zwischen 900 und 1200 Millimeter. Die Fläche des Bezirks beträgt 63,1 Quadratkilometer und bei der Volkszählung 2022 lebten hier 5771 Menschen in 1788 Haushalten.

## Geschichte
Die Bevölkerungsanzahl sank von 7779 bei der Volkszählung 2002 auf 6737 im Jahr 2012 und weiter auf 5771 bei der Zählung 2022.

## Gliederung
Der Bezirk besteht aus sechs Gemeinden (Mtaa) mit 16 Orten (Kitongoji):
| Ngujubwaje A - Kayuki - Lugombo | Katundulu - Lugombo - Segela - Katundulu | Itula - Ibolela A - Ibolela B - Itula A - Itula B | Lubanda - Lubanda - Kagindwa | Ilima - Ilima - Ibolelo | Ngujubwaje B - Ntuso - Ntuso - Bujesi |

## Wirtschaft und Infrastruktur
- Landwirtschaft: Das warme Wetter ermöglicht den Anbau von Reis, Mais, Bohnen, Kakao, Avocado, Zitrusfrüchten und Bananen. Als Nutztiere werden überwiegend Rinder und Hühner gehalten.[4]
- Industrie und Gewerbe: Der größte Betrieb ist ein Teeverarbeitungsbetrieb mit 38 Mitarbeitern im Jahr 2016.[8]
- Bildung: Die Kayuki Girls Secondary School ist eine weiterführende Mädchenschule bis zur 4. Stufe.[9] Die St. Joseph Allamano Secondary School ist eine katholische Privatschule mit Internat, deren weiterführender Zweig 2018 eröffnet wurde.[10]
- Gesundheit: Im Bezirk befinden sich drei staatliche Apotheken, je eine in Ilima,[11] Katundulu[12] und Itula.[13]
- Verkehr: Die wichtigste Straßenverbindung ist die asphaltierte Nationalstraße T10, die den Bezirk von Norden nach Süden durchquert.[14][3]